# Ion Storm
Ion Storm was een Amerikaans computerspelontwikkelaar die op 15 november 1996 werd opgericht. Het bedrijf hield begin 2005 op met bestaan.

## Beschrijving
Ion Storm werd in 1996 opgericht door John Romero, Tom Hall, Todd Porter en Jerry O'Flaherty in Dallas, Texas. Romero en Hall waren beide oud-medewerkers van id Software. Het bedrijf sloot direct een licentiedeal met Eidos Interactive voor het ontwikkelen van zes computerspellen.
Het eerste spel waaraan werd gewerkt was Dominion: Storm Over Gift 3. Het was gedeeltelijk voltooid en zou binnen drie maanden klaar voor publicatie kunnen zijn. Uiteindelijk duurde de ontwikkeling ruim een jaar en liep financieel ver buiten het budget. Na voltooiing werd het spel matig ontvangen.
Ook John Romero's Daikatana zou binnen een jaar voltooid zijn. Tijdens de ontwikkeling werd besloten om het spel opnieuw op te bouwen op de nieuwe Quake II-engine. Daikatana verscheen uiteindelijk in het voorjaar van 2000, drie jaar later dan gepland.
Een tweede kantoor werd opgericht eind 1997. Hier ontwikkelde men het spel Deus Ex, het enige spel dat positief werd ontvangen in recensies en commercieel succesvol bleek. Men verkreeg in die tijd ook de rechten op de Thief-serie.
Romero en Hall verlieten beide het bedrijf in juli 2001, nadat de vestiging in Dallas werd gesloten. Door aanhoudende financiële tegenvallers van moederbedrijf Eidos Interactive werd ook het tweede kantoor van de ontwikkelstudio gesloten, en Ion Storm hield op met bestaan op 9 februari 2005.

## Ontwikkelde spellen
| Jaar | Titel                       | Platforms                            |
| ---- | --------------------------- | ------------------------------------ |
| 1998 | Dominion: Storm Over Gift 3 | Windows                              |
| 2000 | Daikatana                   | Windows, Nintendo 64, Game Boy Color |
| 2000 | Deus Ex                     | Windows, Mac, PlayStation 2          |
| 2001 | Anachronox                  | Windows                              |
| 2003 | Deus Ex: Invisible War      | Windows, Xbox                        |
| 2004 | Thief: Deadly Shadows       | Windows, Xbox                        |